# Gontaud-de-Nogaret
 Gontaud-de-Nogaret  es una población y comuna francesa, en la región de Aquitania, departamento de Lot y Garona, en el distrito de Marmande y cantón de Marmande-Est.

## Demografía
| 1540 | 1550 | 1488 | 1517 | 1518 | 1537 |
| Para los censos de 1962 a 1999 la población legal corresponde a la población sin duplicidades (Fuente: INSEE [Consultar]) |      |      |      |      |      |